# التهاب الغدة اللعابية
الغدد اللعابية تنقسم إلى مجموعتين :
الغدد الكبيرة وهي الغدة النكافية، والغدة تحت الفك، والغدة تحت اللسان، 
والمجموعة الأخرى هي الغدد اللعابية الصغيرة وتشكل حوالي 600- 1000 غدة صغيرة موزعة في الطريق الهضمي التنفسي العلوي.
أما بالنسبة للوظيفة فهي إنتاج كمية كافية من اللعاب الذي يفيد في الحفاظ على صحة الأسنان والفم، وإعادة الطعام للهضم والمساهمة في حاسة الذوق وفي البلع، والبدء في هضم السكريات كما تلعب دورا ً محدودا ً في الحفاظ على توازن الماء في الجسم بتأثيرها غير المباشر في الإحساس بالعطش .
اللعاب بالتعريف هو سائل غير متجانس يختلف بحجمه وترتيبه من غدة لأخرى . أما بالنسبة للتوسع:
نبدأ بالغدة النكافية :
فهي تقع في المسافة الواقعة أمام الأذن , ولهذه الغدة أهمية من حيث المكونات التشريحية الهامة التي تمر فيها فهي مكونة من قسمين : قسم سطحي وقسم عميق , حيث تحوي على مكونات العصبية في القسم السطحي منها وعلى الأوعية الدموية واللمفاوية في القسم العميق , ولها قناة تصب في باطن الفم بطول 4 – 7 سم .
أما الغدة تحت الفك :
فهي غدة لعابية إفرازية مصلية ومخاطية تقع تحت الفك السفلي , وتحوي على قسمين قسم سطحي وقسم عميق , ولها قناة تصب بالقرب من لجام اللسان بطول 5سم , وهناك أيضا ً الغدة تحت اللسان وهي أصغر الغدد الكبيرة .
الغدد اللعابية الصغيرة :
حيث يوجد (600 – 1000 ) غدة لمفاوية صغيرة , وهي غزيرة بشكل خاص في الحنك , وباطن الخد , والناحية الشفوية واللسانية .
تعتمد البنية الإفرازية على الوحدة الوظيفية للغدة وهي العنبة (Acinic) والأنبوب المفرز والقناة الناقلة , وننتقل لدراسة مبسطة لأمراض الغدد اللعابية أعراضا ً وتشخيصا ً :
الآفات الالتهابية :
تصيب عادة الغدة النكافية أو الغدة تحت الفك , حيث يبدأ التقييم المناسب بالقصة السريريه التي تمكن الفاحص من تصنيف المشكلة إما التهابية حادة أو التهابية مزمنة أو مرضية .
لذلك يجب أن تترافق القصة المرضية مع الفحص الفيزيائي للغدة التي يظهر ضخامة منتشرة ممضية في الغدة وكذلك فحص فوهة الغدة التي تبدى احمرارا ً واحتقانا ً , وأيضا ً يجرى المس المشترك مع الجس لاستقصاء الغدة وقناتها وذلك للكشف عن وجود حصيات على سير قناة الغدة .
من أهم الآفات الالتهابية الحادة فيروسية المنشأ التي تصيب الغدة النكافية هي النكاف , وهي إصابة شائعة عادة عند الأطفال , تتصف بألم شديد مع تورم , ووهن عضلي وحرارة , وتتراجع الأعراض خلال الأسبوع الأول من الإصابة , ويعتبر الصمم الوحيد الجانب الحسي من أهم الاختلاطات .
أما التهاب الغدة اللعابية الحادة الانتاني (البكتيري) عادة يصيب الغدة النكافية أكثر من الغدة تحت الفك والسبب يعود للركودة اللعابية , وعدم العناية بنظافة الفم والأسنان , وكذلك عند السكريين وناقصي المناعة .
أما الأعراض: ضخامة الغدة , والألم , والقساوة , وظهور مفرزات قيحية من فوهة القناة المفرزة .
المعالجة تكون بالمضادات الحيوية والعناية بصحة الفم وكذلك تمسيد الغدة المستمر .
أما الالتهابات المزمنة فهي عبارة عن ألم ممض غير شديد على الغدة مع تكرار هجمات من الالتهابات الحادة والعلاج مشابه في حالة الهجامات , ويكون للعلاج الجراحي دور في هذه الحالة .
وننتقل إلى دراسة التهاب الغدة اللعابية الانسدادي أو التحصي اللعابي .
هناك عدة عوامل مؤهلة لتشكل الحصيات اللعابية : الركوده اللعابية , ووجود نواة لتشكل الحصاة , وأكثر الغدد اللعابية عرضة للإصابة بالحصيات اللعابية هي الغدة تحت الفك 80 % حيث تكون السن المفضلة هي بالعقود المتوسطة وهناك ميل خفيف لكثرتها لدى الذكور , وتوضع الحصيات ضمن القناة أو ضمن الغدة .
أهم الأعراض ظهور تورم بالغدة مؤلم فجأة بعد تناول الطعام , ويخف هذا الألم والتورم بالتدريج حيث يتوقف إفراز اللعاب , ويتم التشخيص بالقصة السريرية والفحص الفيزيائي المتقن , وكذلك بالتصور الشعاعي , أو حتى استخدام التصوير الطبقي المحوري , ويكون العلاج بحالة ترافق الحصاة مع التهاب بالغدة باستخدام العلاج الدوائي .
ومن ثم في حالة استقرار الحالة يجري استئصال الحصاة في حال وجودها في مستوى القناة المفرزة أو استئصال الغدة في حال وجود الحصاة داخل الغدة اللعابية .
تناذر شوغران  ويتميز بالثلاثية التالية :
ــ جفاف الفم . 
ــ جفاف الملتحمة والقرنية .
ــ أمراض النسيج الضام : مثل الداء الرثياني .
و عندما تغيب اصابة النسيج الضام يسمى بمرض شوغران .
المرض سببه مناعي ذاتي وهناك خطر تحول سرطاني في الغدد اللعابية .
التشخيص : 
ــ بقياس كمية الدمع باختبار شريمر وقياس كمية اللعاب المتدفق .
ــ خزعة من الغدد المصابة .
العلاج : عرضي ( دموع اصطناعية )
لذلك من الهام جداً تجنب الوقوع في حالات التهابات الغدد اللعابية والعناية بنظافة الفم والأسنان وشرب الماء والسوائل بكثرة مع مراجعة الطبيب في حال وجود أي ورم أو ألم على مستوى الغدد الرقبية والرأس .